# Brea discalis
Brea discalis är en tvåvingeart som beskrevs av Walker 1859. Brea discalis ingår i släktet Brea och familjen bredmunsflugor. Inga underarter finns listade i Catalogue of Life.